# Василько Романович
Василько Романович (1203—1269) — князь Белзский (1207—1211), Берестейский (1208—1210, 1219—1228), Перемильский (1209—1218), Пересопницкий (1225—1229), Луцкий (1229—1238), Волынский (1231—1269), сын Романа Мстиславича, князя Галицко-Волынского и великого князя Киевского, и его второй жены Анны.

## Биография
Когда в 1205 году погиб его отец, князь Роман Мстиславич, Василько было всего два года, его старшему брату Даниилу — четыре. Их мать обратилась к помощи венгерского короля Андрея II, в Галиче появился венгерский отряд. Поход Рюрика Киевского и Ольговичей на Галич был безуспешным. Галицкие бояре пригласили на княжение Владимира Игоревича, княгиня с детьми бежала на Волынь, но Игоревичи потребовали выдачи Романовичей, и княгиня увезла детей к польскому князю Лешку Белому.
С 1208 года Василько княжил в Берестье. Первое его выступление — помощь, оказанная им брату Даниилу при изгнании Игоревичей из Галича и других городов (1211). Оба князя стали владеть княжеством сообща. После польско-венгерского съезда в Спише (1214) и установления в галицко-волынской земле польско-венгерского господства, Лешко вынудил Александра Всеволодовича отдать Романовичам Владимир, что стало важным шагом к возвращению ими отцовского наследства. Затем Владимир постоянно оставался престолом Василька, а Даниил боролся за Галич. В 1219 году Романовичи отняли у Лешка ряд городов на западной границе, что привело к разрыву между ними, но в 1220-е годы Лешко вновь помогал Романовичам против Александра Всеволодовича (и Мстислава Удатного). Получив наследство Мстислава Ярославича Немого, Даниил передал Василько Луцк и Пересопницу; еще ранее Василько получил от брата Берестье. Их владения стали раздельны, но они действовали всегда дружно, первенствующую роль играл Даниил. Иногда братья вместе шли в поход; иногда Даниил посылал Василько в походы или оставлял его оборонять Галич, сам отправляясь в поход. В Ярославском сражении Василько сыграл важную роль, разгромив со своим полком поляков и не дав им таким образом вмешаться в бой Даниила против венгров, в котором была решена судьба сражения.
В 1245 году Василько встретился у Конрада Мазовецкого с папским послом Плано Карпини. Последний начал переговоры об унии церквей. Василько созвал «епископов своих», которым Плано-Карпини читал послания папы. Василько, склонный, по-видимому, к соглашению, не дал решительного ответа, так как Даниил уехал в Орду. В 1248 году Василько удачно отбил грабительский набег ятвягов, настигнув их и уничтожив под Дрогочином 40 ятвяжских «князей». Когда в 1258 году монгольский военачальник Бурундай поставил князей перед необходимостью идти с ним на Литву, поехал не Даниил (это «не будет с добром»), а Василько. Вслед за тем он ходил на Польшу с Бурундаем. В 1262 удачно отразил грабительский набег Литвы. Литовцы были настигнуты возле города Небля, прижаты к озеру и поголовно перебиты войсками Василька.
После смерти Даниила (1264) Василько занял первое место среди князей: к нему направляли предложения о съезде в Тернове поляки в войне 1266 года, его называл своим «отцом и господином» литовский князь Войшелк. Однако, Василько продолжал занимать волынский престол, а Галич и Львов унаследовали Даниловичи.
Василько умер в 1269 году, передав владения своему сыну Владимиру.

## Брак и дети
- 1-я жена: с 1226 Елена (Добрава) (ок. 1213—не раньше 1247), дочь Юрия II Всеволодовича, великого князя Владимирского;
- 2-я жена: ок. 1248 Елена (ум. 1265), дочь Лешко I Белого, князя Польского[2]
  - Владимир (ум. 1289), князь Владимиро-Волынский с 1269 года
  - Юрий
  - Ольга (ок. 1248 — после 1289); муж: с ок. 1261 Андрей Всеволодович (после 1263), князь Черниговский

## Образ в кино
- Даниил — князь Галицкий, (СССР) (1987), режиссёр Ярослав Лупий. В роли Василько Романовича — Иван Гаврилюк
- Король Данило, (Украина) (2018), режиссёр 	Тарас Химич. В роли Василько Романовича — Юрий Выхованец